# Home (album Hani Rani)
Home – drugi album solowy polskiej pianistki Hani Rani, który ukazał się 29 maja 2020 roku pod szyldem brytyjskiej wytwórni Gondwana Records.

## Lista utworów
| Nr  | Tytuł utworu                | Długość |
| --- | --------------------------- | ------- |
| 1.  | „Leaving”                   | 4:50    |
| 2.  | „Buka”                      | 5:03    |
| 3.  | „Nest”                      | 4:20    |
| 4.  | „Letter to Glass”           | 3:32    |
| 5.  | „Home”                      | 4:49    |
| 6.  | „Zero Hour”                 | 5:26    |
| 7.  | „F Major”                   | 4:52    |
| 8.  | „Summer”                    | 5:22    |
| 9.  | „Rurka”                     | 2:13    |
| 10. | „Tennen”                    | 6:05    |
| 11. | „I'll Never Find Your Soul” | 3:26    |
| 12. | „Ombelico”                  | 2:59    |
| 13. | „Come Back Home”            | 4:41    |
|     |                             | 57:38   |